# Альфтер
Альфтер (нім. Alfter) — громада в Німеччині, знаходиться в землі Північний Рейн-Вестфалія. Підпорядковується адміністративному округу Кельн. Входить до складу району Райн-Зіг.
Площа — 34,73 км2. Населення становить 23 467 ос. (станом на 31 грудня 2020).